# Túnel de Box
El túnel de Box (nombre original en inglés: Box Tunnel) permite el paso de la Línea Principal del Great Western Railway a través de la colina de Box, situada entre Bath y Chippenham. Con 1,83 millas (2,95 km) de longitud, se convirtió en el túnel ferroviario más largo del mundo cuando se completó en 1841.
Construido entre diciembre de 1838 y junio de 1841 para el Great Western Railway (GWR) bajo la dirección del ingeniero Isambard Kingdom Brunel, el túnel dispone de un trazado rectilíneo que desciende con una pendiente del 1 % desde su extremo este. En ese momento, la construcción del túnel se consideró peligrosa debido a su longitud y la composición de los estratos subyacentes. Tanto la boca del lado oeste como la del lado este son monumentos clasificados de Grado II.
Durante la Segunda Guerra Mundial se almacenaron municiones cerca del túnel, reutilizando las antiguas minas existentes en la zona. Durante la década de 2010 se rebajó la rasante de las vías en el túnel para facilitar su electrificación.

## Historia

### Antecedentes
Durante la década de 1830, Isambard Kingdom Brunel desarrolló un plan para un ferrocarril de este a oeste entre Londres y Bristol. El La Línea Principal del Ferrocarril Great Western mantendría una plataforma nivelada o pendientes suaves de no más del 1 por 1000 en la mayor parte de su ruta. Entre Swindon y Bath, en el punto más alto de la línea, se propuso realizar un túnel a través de la colina de Box, en los alrededores de la localidad de Corsham.
El túnel tendría una pendiente pronunciada del 1 por 100. En ese momento, el uso de tal pendiente dentro del túnel al parecer provocó críticas por parte de algunos de los contemporáneos de Brunel. El túnel de Box sería el más largo del momento, con una longitud de casi 1+3/4 de milla (2,8 km).

### Geología
Si bien se había incluido un túnel en el Acta del Great Western Railway de 1835, los ingenieros contemporáneos consideraron que la construcción del túnel de Box era algo imposible en el peor de los casos, y una empresa peligrosa en el mejor de los supuestos. El desafío planteado no era solo su longitud, sino también los difíciles estratos subyacentes por los que tendría que pasar. Las rocas que debía atravesar la galería pertenecían al gran oolítico por encima de bentonitas cálcicas, con materiales del oolítico inferior y arena de Bridport por debajo, una combinación con la que los excavadores de túneles estaban familiarizados.
La piedra caliza del gran oolítico, conocida como piedra de Bath, se trabaja fácilmente y se ha utilizado para la construcción desde la época de los romanos en Gran Bretaña. En los siglos XVII y XVIII se extrajo por el método de cámaras y pilares (combinando galerías horizontales para sacar el material de la mina, y grandes cámaras de extracción donde se mantienen pilares de roca intermedios para evitar su derrumbe) y se utilizó para muchos edificios en Bath.
Para evaluar la geología con mayor precisión, entre 1836 y 1837, Brunel hizo excavar ocho pozos a intervalos regulares en la alineación proyectada del túnel.

### Construcción
El GWR seleccionó a George Burge de la localidad de Herne Bay como el contratista principal, siendo el responsable de realizar el 75 por ciento de la longitud total del túnel trabajando desde el extremo occidental. Burge nombró a Samuel Yockney como su ingeniero y gerente. Los contratistas locales Lewis y Brewer fueron los responsables del resto del túnel, comenzando por el lado este. Uno de los asistentes personales de Brunel, William Glennie, estuvo a cargo de la supervisión general de la obra hasta su finalización.

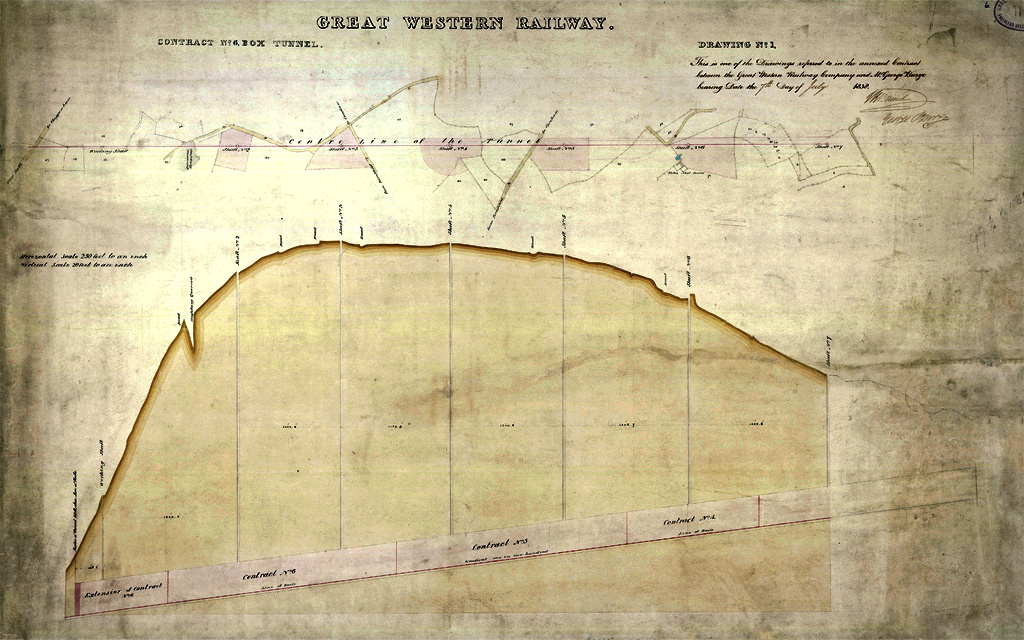
Plano del perfil longitudinal del túnel de Box

Durante diciembre de 1838, comenzó la construcción. El trabajo se dividió en seis secciones; el acceso a cada una se habilitó a través de un conducto de ventilación de 25 pies (7,6 m) de diámetro, que variaba en profundidad desde 70 pies (21,3 m) en el extremo este hasta 300 pies (91,4 m) hacia el extremo occidental. Los hombres, equipos, materiales de construcción y los 247 000 yardas cúbicas (188 800 m³) de rocas excavadas debían entrar y salir de los pozos mediante tornos accionados por máquinas de vapor. Los pozos eran las salidas de seguridad del túnel.
Las velas proporcionaban el único alumbrado durante la realización de las obras, y se consumían a razón de una tonelada por semana, cantidad que se igualaba con el consumo semanal de explosivos. Debido al considerable tiempo requerido por los hombres para entrar y salir de las obras, la voladura de las rocas se realizaba mientras estaban en el túnel. Se ha atribuido a esta práctica y a una infiltración de agua mayor que los volúmenes calculados, el ser la causa de la mayoría de las muertes ocurridas. Alrededor de 100 trabajadores murieron durante la construcción del túnel. Se requirió bombeo y drenaje adicionales durante y después de su construcción. Las grandes cantidades de agua que entraban al túnel durante los meses de invierno retardaron el progreso de las obras.
Una vez realizadas las voladuras del lado este, la boca recibió forma de arco de medio punto y se dejó sin revestir. El tramo occidental se excavó con pico y pala, y los muros se revistieron con ladrillo. Se utilizaron más de 30 millones de ladrillos, fabricados en las cercanías de Chippenham y transportados en carros tirados por caballos. También se utilizaron caballos para retirar gran parte de los materiales de excavación.
Las restricciones impuestas por las condiciones del terreno atravesado supusieron un retraso en la finalización del túnel. En agosto de 1839, solo se había terminado el 40 por ciento de las obras. Para el verano de 1840, la sección de Paddington a Faringdon Road de la Línea Principal ya se había completado, al igual que la vía de Bath a la Estación de Temple Meads en Bristol. El túnel de Box fue el último tramo de la Línea Principal en terminarse, aunque esto no se debió precisamente a la falta de esfuerzo por parte de Brunel.
Durante el mes de enero de 1841, Brunel llegó a un acuerdo con Burge y Yockney para aumentar el número de trabajadores de 1200 a 4000, de forma que el túnel se completó en abril de 1841. La galería terminada tenía 30 pies (9,1 m) de ancho y podía albergar un par de vías anchas de Brunel. Cuando se unieron los extremos del túnel, el error en su alineación quedó por debajo de 2 pulgadas (50 mm). Brunel estaba tan entusiasmado que, según los informes, se quitó un anillo del dedo y se lo regaló al capataz de la obra.

### Apertura
El 30 de junio de 1841, el túnel se abrió al tráfico sin grandes ceremonias. Un tren especial partió de la estación de Paddington en Londres y recorrió todo el Great Western Railway para completar el primer viaje en tren desde Londres a la Estación de Bristol Temple Meads en unas cuatro horas.
Después de la apertura, el trabajo continuó durante varios meses para completar la boca occidental del túnel situada cerca de Box, diseñada por Brunel en estilo clasicista. El emboquille del túnel era más grande que el del lado oriental, ya que se podía ver desde la carretera que comunicaba Londres y Bath. La altura de la abertura superaba con creces lo que se requería para el paso de los trenes (y de hecho, se reduce una vez dentro de la galería), pero da la sensación de ser un generoso monumento con el que se celebraba una nueva forma de viajar. Esa altura se ha acentuado aún más con el rebaje en 2015 de la vía para instalar el sistema de electrificación de las vías. El emboquille este en Corsham dispone de un portal de ladrillos más modesto, completado con un revestimiento de piedra sin labrar.
Los comentaristas y críticos expresaron su preocupación y desaprobación por la sección sin revestimiento del túnel, porque creían que carecía de solidez y que era un peligro para el tráfico ferroviario. El GWR respondió a estas quejas construyendo un arco de ladrillo debajo de parte de la sección sin revestimiento cerca de la entrada, en la zona que era más propensa a sufrir daños por las heladas. Algunas secciones del túnel han permanecido sin revestir.

## Cumpleaños de Brunel

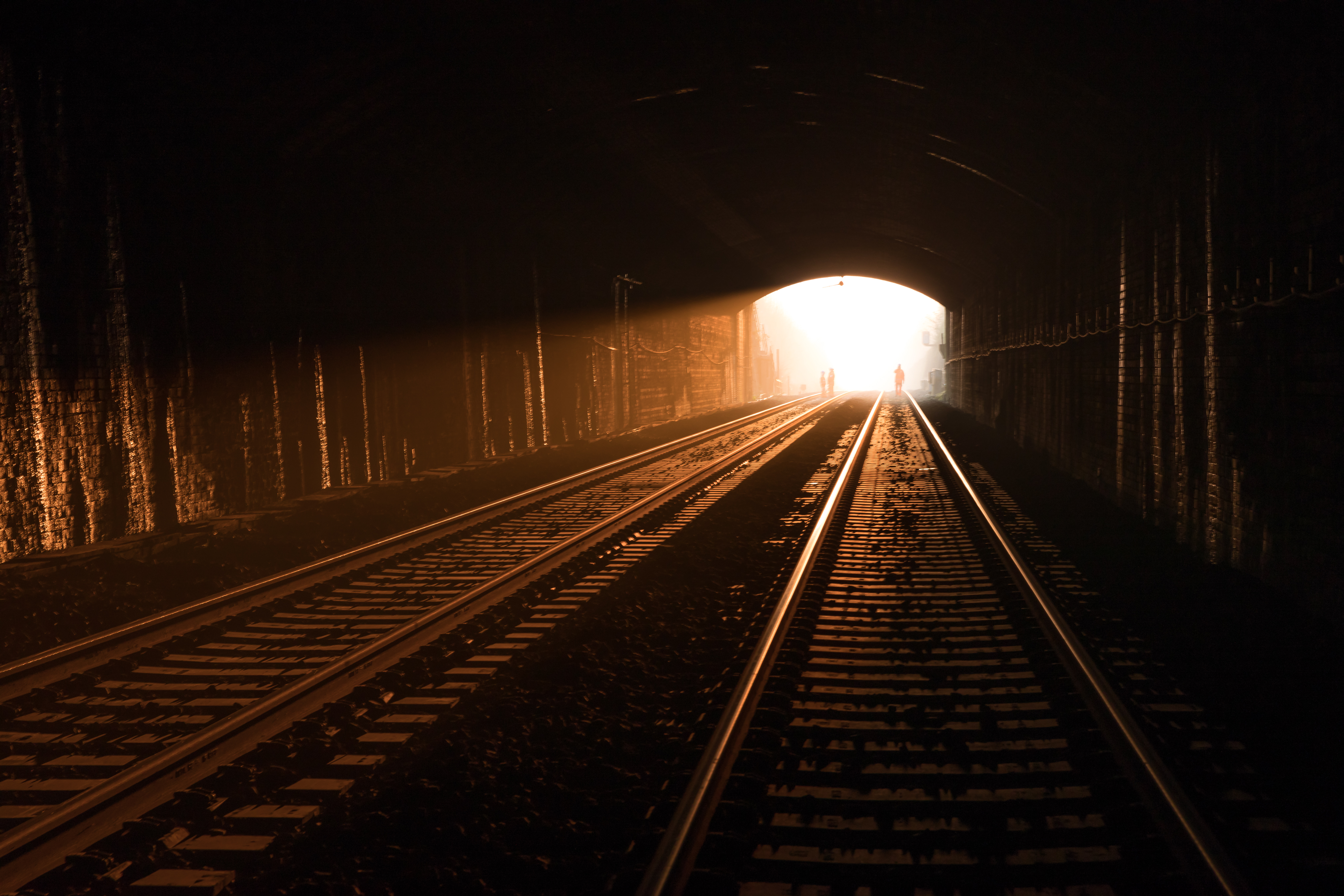
El sol alineado al amanecer con la entrada del túnel de Box (Bath, Reino Unido, 9 de abril de 2017)

El Operador del Great Western Railway refutó la teoría de que el sol naciente pasara por el túnel el 9 de abril, fecha del cumpleaños de Isambard Brunel, y en 2017 hizo público que la luz del amanecer no atraviesa por completo el túnel de lado a lado. C. P. Atkins calculó en 1985 que la iluminación a través del túnel de Box ocurriría el 7 de abril en los años no bisiestos y el 6 de abril en los años bisiestos. La Sociedad de Genealogistas en 2016 sugirió que el sol brilló a través del túnel el 6 de abril, el cumpleaños de la hermana de Brunel, Emma Joan Brunel, durante tres años de cada cuatro durante la década de 1830.

## Uso militar

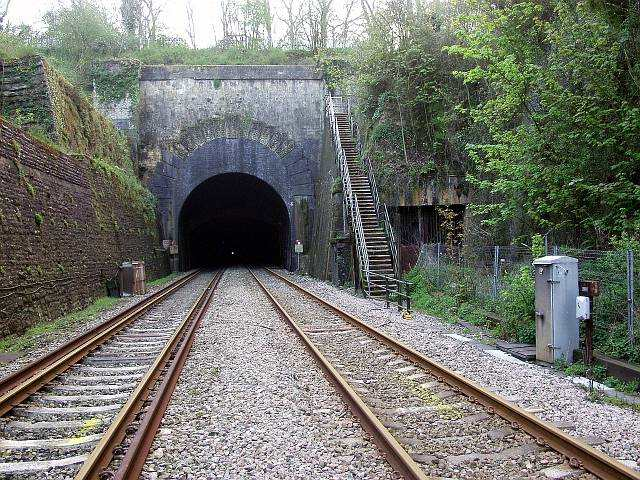
Boca este, con la entrada a las galerías de las canteras claramente visible a la derecha

A partir de 1844, la colina que rodea el túnel fue objeto de una extensa explotación de canteras para extraer piedra de Bath con el fin de construir edificios. En el período previo a la Segunda Guerra Mundial, se reconoció la necesidad de proporcionar un almacenamiento seguro para las municiones en ubicaciones distribuidas por todo el Reino Unido. Durante la década de 1930, se presentó una propuesta para crear tres Depósitos Centrales de Municiones (CAD): uno en el norte (Longtown); uno en las Midlands (Nesscliffe, Shropshire); y uno más en el Sur de Inglaterra, en Monkton Farleigh y Eastlays Ridge.
Durante la década de 1930, los Ingenieros Reales renovaron la elección de las galerías de la canteras cercanas al túnel de Box como una de las tres reservas principales. Durante noviembre de 1937, se contrató al GWR para construir una plataforma de carga doble de 1000 pies (304,8 m) de longitud y gran altura en Shockerwick para Monkton Farleigh, y de dos apartaderos que se ramificaran desde la línea principal de Bristol-Londres justo afuera de la entrada este del túnel (coordenadas 51°24′19.31″N 2°17′22.94″O / 51.4053639, -2.2897056). A su vez, 30 pies (9,1 m) por debajo y en ángulo recto con este punto, la Oficina de Guerra había construido un haz de vías de clasificación de vagones de vía estrecha que accedía a un túnel de 1,25 millas (2 km), que a su vez descendía con una pendiente de 1 en 8.5 al Depósito Central de Municiones situado en las antiguas canteras. La operación logística fue diseñada para poder suministrar un máximo de 1000 toneladas de municiones por día.
También se construyó una estación para la RAF, para lo que se utilizó un área de las antiguas galerías de las canteras. En respuesta a los bombardeos sobre Bristol durante el año 1940, Alfred McAlpine instaló una fábrica de motores de aviación de respaldo para la Bristol Aeroplane Company (BAC), aunque nunca llegó a entrar en producción. BAC usó la instalación para acomodar el departamento experimental de la compañía, que estaba desarrollando un motor para propulsar los bombarderos Bristol Beaufighter.
El CAD se cerró al final de la guerra, pero se mantuvo en condiciones operativas hasta la década de 1950. Los apartaderos se desmontaron y no vieron más uso hasta mediados de la década de 1980, cuando se abrió un museo en el sitio por un corto período. Durante los años de la posguerra, partes del depósito de municiones se remodelaron para alojar otras instalaciones, incluidos el Cuartel General de Guerra del Gobierno Central, el Centro de Señales RAF No.1, el Control de la Red de Comunicaciones de Defensa y el Centro de Computación de Corsham. En la actualidad, el único elemento del complejo que queda es el antiguo centro de computación, y el extremo norte visible del túnel ha sido sellado con hormigón y escombros. El antiguo CAD se ha reutilizado como una instalación segura de almacenamiento de documentos comerciales.

## Electrificación
Durante la década de 2010, se instaló la infraestructura overhead electrification para que los locomotora eléctrica se pudieran usar en GWML. Box Tunnel se modificó para catenary y la infraestructura asociada. Durante el verano de 2015, el túnel estuvo cerrado durante seis semanas para realizar trabajos preparatorios que incluyeron bajar la vía aproximadamente 600 milímetros (23,6 plg) y reemplazar 7 millas (11,3 km) de cableado antes de instalar la infraestructura de catenaria.

## Ubicación geográfica
- Portal Este: 51°25′25″N 2°12′19″O / 51.423685, -2.20536
- Pozo de ventilación: 51°25′22″N 2°12′47″O / 51.42277, -2.21303
- Pozo de ventilación: 51°25′18″N 2°13′18″O / 51.42176, -2.22179
- Centro del túnel: 51°25′17″N 2°13′34″O / 51.42128, -2.22617
- Pozo de ventilación: 51°25′15″N 2°13′48″O / 51.42084, -2.23010
- Pozo de ventilación: 51°25′11″N 2°14′23″O / 51.41970, -2.23982
- Portal Oeste: 51°25′08″N 2°14′49″O / 51.41888, -2.24698